# Snyder, Nebraska
Snyder är en ort (village) i Dodge County i Nebraska. Orten har fått namn efter markägaren Conrad Schneider. Vid 2010 års folkräkning hade Snyder 300 invånare.